# Fender Frontman

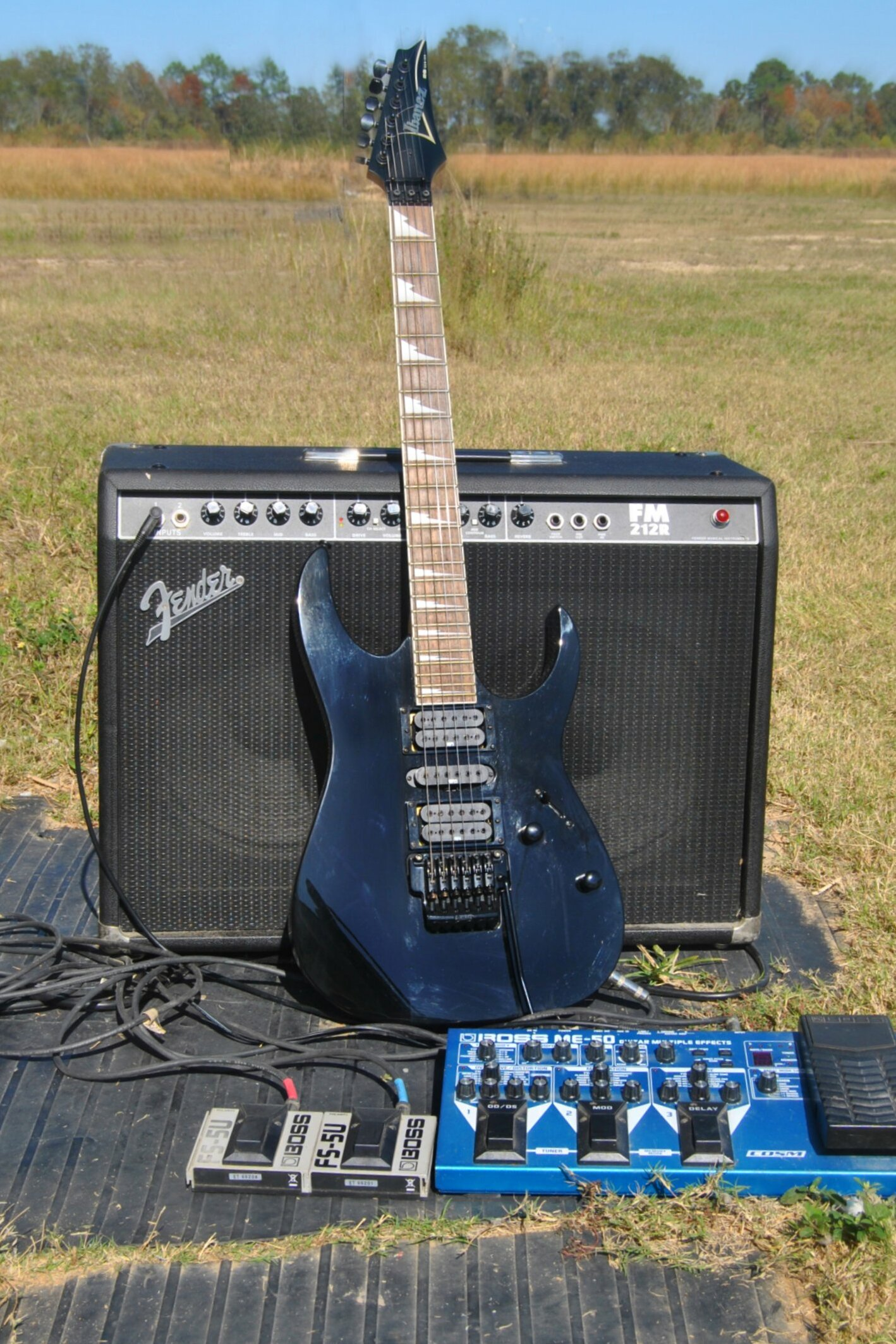
Un Frontman FM212R.

Les amplificateurs Fender Frontman (ou FM) sont des amplificateurs pour guitare électrique commercialisés par Fender. Ils vont de 15 watts pour le plus petit (FM 15 DSP) jusqu'à 100 watts (pour le FM 212R). 
Ces amplis offrent un son et une puissance typique des amplis Fender. Ils incluent trois différents canaux (Clean/Drive/Overdrive), une reverb et comportent (suivant les modèles) deux haut parleurs Fender Special Design 12".